# Kondura
Godine 1966. na ulazu u ninsku luku slučajno su pronađeni ostatci dvaju brodova,  koji su 1974. izvađeni i preneseni u Zadar gdje je započela njihovo odslanjivanje, konzervacija i restauracija. Metodom datiranja ugljikom-14 ustanovljeno je da je drvena građa za brodove ubrana krajem 11. st. i početkom 12. st. Pretpostavlja se da odgovaraju kondurama koje car Konstantin Porfirogenet spominje kada govori o starohrvatskoj ratnoj mornarici. Ovo je i razlog zašto su pronađeni brodovi nazvani Condura Croatica. 
Brodovi su dužine 7-8 metara, rađeni klasičnim načinom s rebrima i oplatom spojenom drvenim i željeznim čavlima. Nemaju kobilicu nego se na krmi i pramcu nalaze ojačanja u obliku krmene i pramčane statve. Umjesto kobilice na kondurama se nalaze dvije gredice koje leže usporedno s dnom broda, a spojene su izvana na rebra preko oplate. Funkcija ovih gredica može se pretpostaviti na temelju konstrukcije broda odn. njegove krme, koja je jako plitka i slična krmi grčkih brodova. Plitkoća krme i te dvije usporedne gredice dokaz su izvlačenja kondura krmom na kopno kada nisu bile u uporabi. Tako su u svako vrijeme bile spremne za pokret u slučaju potrebe. Brodovi po svom obliku spadaju u uske brodove, te su se koristili kao brze veslarice, a u slučaju povoljnog vjetra podizalo bi se četvrtasto jedro i tada se uloga usporednih gredica na dnu mijenja i one postaju stablilizatori broda.
Pronađene Condure Croatice danas se nalaze u Muzeju ninskih starina u posebnom paviljonu.
Godine 1998. izrađene su i porinute replike obiju kondura od kojih se jedna nalazi u ninskoj luci, a druga u Zadru (u vlasništvu Sveučilišta i Arheološkog muzeja). 

## Vanjske poveznice
- Kondura Hrvatska tehnička enciklopedija, portal hrvatske tehničke baštine. LZMK